# مرحلة عمرية
في علم الاجتماع وعلم الإنسان، تمثل المرحلة العمرية أو الفئة العمرية (بالإنجليزية: Age grade)، شكلاً من أشكال التنظيم الاجتماعي استنادًا إلى العمر، ضمن سلسلة من هذه المراحل، يمر عبرها الأفراد خلال حياتهم.
وهذا على عكس مجموعة الأعمار، التي يظل الأفراد مرتبطين بها بشكل دائم حيث تصبح المجموعة نفسها أكثر تقدمًا بشكل تدريجي.
يختلف عدد الفئات العمرية والأعمار المحددة والمصطلحات اختلافًا كبيرًا بين التقاليد. حتى داخل المجتمع الواحد، قد ينتمي الشخص إلى عدة مراحل متداخلة في مجالات مختلفة من الحياة، مثل مرحلة دراسية مختلفة كل عام، ويكون ذلك لعدة سنوات متتالية، طفل، ثم مراهق، وأخيراً شخص بالغ.
في المجتمعات القبلية، غالبًا ما يتسم الدخول في المرحلة العمرية - المفصول عمومًا بين الجنسين - بطقوس البدء، والتي قد تكون تتويجًا لإعداد طويل ومعقد، وأحيانًا في تراجع. بعد فترة من السنوات، غالباً ما يؤدون خلالها أنشطة مشتركة معينة، بمفردهم أو تحت إشراف أشخاص معنيين، يمكن أن يبدأ الأفراد بشكل جماعي أو فردي في درجة أعلى من العمر. في معظم الثقافات تعد أنظمة المرحلة العمرية هي الحفاظ على الرجال.